# Black Light (Groove Armada)
Black Light è il sesto album discografico in studio del gruppo musicale inglese Groove Armada, pubblicato nel gennaio 2010.

## Tracce
1. Look Me in the Eye Sister (feat. Jess Larrabee) – 4:07
2. Fall Silent (feat. Nick Littlemore) – 4:35
3. Just for Tonight (feat. Jess Larrabee) – 4:05
4. Not Forgotten (feat. Nick Littlemore) – 5:34
5. I Won't Kneel (feat. Saint Saviour) – 4:36
6. Cards to Your Heart (feat. Nick Littlemore) – 5:35
7. Paper Romance (feat. Fenech-Soler & Saint Saviour) – 6:19
8. Warsaw (feat. Nick Littlemore) – 4:04
9. Shameless (feat. Bryan Ferry) – 4:48
10. Time & Space (feat. Saint Saviour & Jess Larrabee) – 4:53
11. History (feat. Will Young) – 4:10

## Gruppo
- Andy Cato
- Tom Findlay